# 9-й армейский корпус (США)
9-й армейский корпус (англ. IX Corps) — оперативно-тактическое объединение в составе Армии США. Корпус появился впервые во время Первой мировой войны, после её окончания был расформирован и не созывался до начала Второй мировой войны. Его последующее существование датируется 1940—1994 годами. Во Второй мировой войне корпус почти не участвовал, ограничиваясь первоначально обороной Западного побережья США. Позже он был переброшен на Гавайские острова и на остров Лейте, где готовился к планируемым операциям вооружённых сил США на Тихоокеанском театре военных действий, а также к возможному вторжению на Японский архипелаг. В дальнейшем вошёл в состав оккупационных сил американских войск в Японии.
За всё время существования штаб корпуса располагался преимущественно на территории Японии или находящихся рядом с Японией территориях; подчинялся командованию Армии США на Дальнем Востоке. Единственным конфликтом, в котором корпус принял участие по-настоящему, стала Корейская война, в которой корпус действовал в составе 8-й американской армии и сил ООН в наступательных и контрнаступательных операциях. 9-й корпус провёл почти всю войну на передовой, а в некоторых случаях принимал на себя командование дополнительными дивизиями. После войны корпус некоторое время пробыл в Корее, прежде чем был переброшен в Японию: там он провёл почти 40 лет, занимаясь преимущественно административными задачами. Окончательно расформирован в 1994 году.

## История

### Первая мировая война и межвоенные годы
9-й армейский корпус был сформирован в промежуток с 25 по 29 ноября 1918 года во французском городе Линьи-ан-Барруа, расформирован 5 мая 1919 года. Подчинялся 2-й американской армии, после перевода её штаба в Сен-Миель войска корпуса размещались вдоль линии разграничения между Жонвиль-ан-Вуавр и Френ-ан-Вуавр вплоть до расформирования. В состав корпуса в разное время входил ряд пехотных дивизий: 6-я, 7-я, 28-я, 33-я, 35-я, 79-я, 81-я и 88-я. Первым командиром корпуса стал генерал-лейтенант Адельберт Кронкхайт, первым начальником штаба — бригадный генерал Уильям К. Нейлор (англ. William K. Naylor). Среди последующих командиров корпуса был командующий 79-й пехотной дивизии генерал-майор Джозеф Э. Кун.
29 июля 1921 года штаб 9-го корпуса был переведён в так называемый «организованный резерв» — соединение корпусов, которое дополняло уже существующие корпуса (им предоставляли резервные части в подчинение). В это же время была утверждена нарукавная нашивка корпуса. Хотя корпус фактически был расформирован, он оставался формально в списках Армии США и мог быть снова созван в случае необходимости. 1 октября 1933 года он был переведён в список действующих воинских частей, фактически будучи расформированным.

### Вторая мировая война

#### Восстановление корпуса
24 октября 1940 года в Форт-Льюисе был восстановлен штаб 9-го армейского корпуса в связи с реформированием вооружённых сил США, готовившихся при необходимости вступить во Вторую мировую войну. Корпус немедленно занялся подготовкой вверенных ему воинских частей, а через год дополнительно принял командование полигоном Кэмп-Мюррей, где проводились учения личного состава Армии Национальной гвардии США. После нападения японцев на Перл-Харбор 9-й корпус был направлен на оборону Западного побережья США, особенно центрального и северного участков. Значительную часть войны корпус провёл, неся именно оборонительную службу, однако в 1944 году был переброшен в Форт-Макферсон (Атланта, штат Джорджия) для подготовки к службе за пределами страны.

#### Планирование операций
Личный состав корпуса проходил обучение в Форт-Макферсоне, готовясь к отправке на Тихоокеанский театр военных действий. 25 сентября 1944 года штаб корпуса в Форт-Макферсоне был свёрнут и перенаправлен на Гавайи. По прибытии на Гавайи корпус перешёл под командование 10-й американской армии, в её составе он выполнил две миссии. В 1944 году он первоначально занимался разработкой военных планов гипотетической высадки американских войск на побережье Китайской Республики, оккупированной японцами. Позже в конце 1944 — начале 1945 годов он занимался подготовкой частей 10-й армии ко вторжению на остров Окинава, состоявшемуся в апреле 1945 года.
После того, как генерал армии Дуглас Макартур принял командование над Тихоокеанскими силами ВС США, 9-й корпус был переброшен на остров Лейте Филиппинского архипелага, а в июле 1945 года был приписан к 6-й американской армии. На острове корпус начал приготовления к возможной операции по высадке на Японский архипелаг (а именно на остров Кюсю): он же должен был продолжать службу на островах после капитуляции Японии. Он был одним из четырёх корпусов в составе 6-й армии, включавшей всего 14 дивизий, и должен был играть роль резервного соединения. Численность 9-го корпуса составляла 79 тысяч человек: в его состав входили 77-я, 81-я и 98-я пехотные дивизии. Однако после атомных бомбардировок Хиросимы и Нагасаки Япония подписала акт о капитуляции, и вторжение с моря не потребовалось.

#### Оккупация Японии
После капитуляции Японии 9-й корпус нёс воинскую службу в составе оккупационного контингента на севере острова Хоккайдо. В октябре 1945 года его штаб был перенесён в Саппоро. В последующие годы он занимался контролем за исполнением условий капитуляции со стороны Японии, передачей оружия и иного военного имущества Императорской армии Японии американским войскам и полным разоружением личного состава японских войск. Помимо этого, американцы занимались переводом промышленности на мирные рельсы, репатриацией иностранцев и наблюдением за тем, как новое правительство Японии реализует программы в области экономики, промышленности и образования.
В дальнейшем контингент американских войск в Японии стал сокращаться: к 1950 году 6-я армия покинула Японию, и там оставалась только 8-я армия. В её состав входили 1-й корпус (24-я и 25-я пехотные дивизии) и 9-й корпус (1-я кавалерийская и 7-я пехотная дивизии). 9-й корпус к тому моменту размещался в Сендае, куда был переведён после сокращения контингента, а 28 марта 1950 года он был выведен из списка действующих соединений.

### Корейская война

#### Пусанский периметр

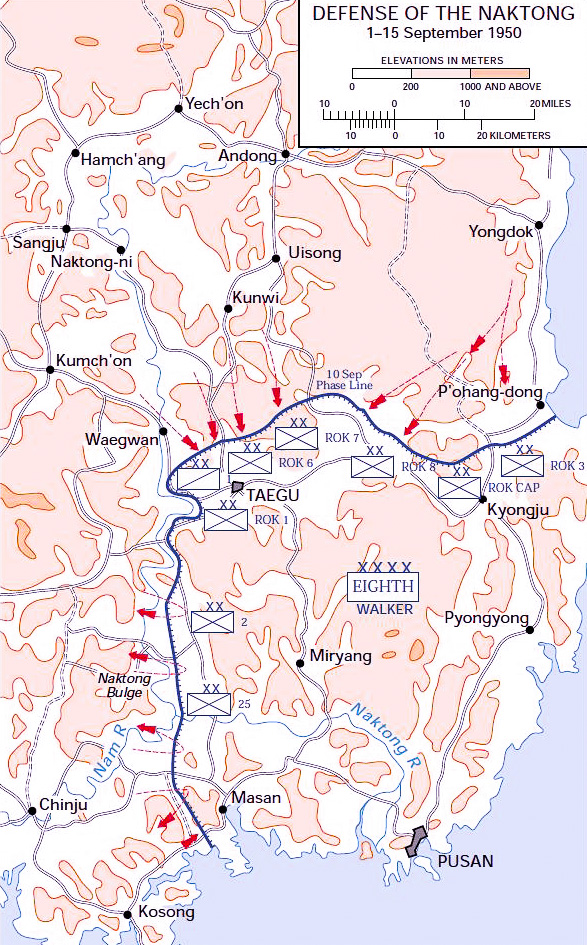
Карта обороны Пусанского периметра

Спустя несколько месяцев началась Корейская война, и находившиеся в Японии части были направлены на территорию Республики Корея. 8-я армия, вступившая в войну, подала запрос на воссоздание трёх корпусов, чтобы управлять силами ООН на полуострове. 10 августа 1950 года 9-й корпус снова был введён в состав действующих соединений в Форт-Шеридане (штат Иллинойс). Значительную часть командования корпуса составляли военнослужащие из штаба 5-й армии. 22 сентября 1950 года 9-й корпус прибыл в Пусанский периметр, а на следующий день принял командование 2-й и 25-й пехотными дивизиями. Он вступил в бои на западном фланге периметра, обороняя район реки Нактонган от наступавших северокорейских войск.
Инчхонская десантная операция, состоявшаяся при участии 10-го корпуса, позволила нанести удар в тыл северокорейским войскам и позволила 1-му корпусу перейти в наступление из Пусанского периметра 16 сентября. Спустя четыре дня войска 1-го корпуса начали всеобщее наступление на север, проламывая оборону северокорейцев и стремясь соединиться с силами 7-й пехотной дивизии, двигавшихся в южном направлении со стороны побережья. В результате наступления были разгромлены основные силы Корейской народной армии, оказавшиеся отрезанными от внешнего мира. 26 сентября к югу от Сувона американские силы соединились.
Наступление продолжилось в северном направлении, и 1 октября силы ООН прошли 38-ю параллель. 19 октября части 1-й пехотной дивизии Армии Республики Корея и 1-й кавалерийской дивизии Армии США захватили Пхеньян. Однако последующее продвижение американцев и южных корейцев застопорилось: на стороне КНДР в бой вступила армия китайских добровольцев, которая нанесла первые удары по противнику в октябре. К концу октября был занят город Чонджу, находившийся в 64 км от границы КНДР, проходившей по реке Ялуцзян. В ходе продвижения 9-й корпус находился в центре американских войск и их союзников, 1-й корпус двигался вдоль западного побережья, а 10-й корпус — вдоль восточного, действуя отдельно. Командиры ожидали, что к концу года война завершится.

#### Вмешательство Китая
24 ноября 1950 года войска ООН возобновили своё наступление, однако их усилия были сведены на нет ответным наступлением китайцев, начавшимся 25 ноября с проникновения китайских сил в тыл противника с востока. 2-я пехотная дивизия, шедшая в авангарде сил 9-го корпуса, 29 ноября 1950 года была разгромлена наголову китайцами в сражении при деревне Кунури (в той битве участвовали силы 40-го и 38-го китайских корпусов). К 1 декабря дивизия потеряла убитыми и пропавшими без вести 4940 человек, а также лишилась почти всего тяжёлого вооружения и бронетехники. На западном фланге 39-й китайский корпус нанёс поражение 25-й пехотной дивизии в ходе Пхеньян-Хыннамской операции, где американцы также понесли огромные потери, однако та дивизия успела вовремя отойти за реку Чхончхонган. 8-я армия в целом понесла тяжёлые потери, что вынудило их отступить к реке Имджинган южнее 38-й параллели под давлением китайских войск. 9-й корпус отступил вдоль западного побережья к городу Анджу.
Дезорганизованная 8-я армия восстановила свою боеспособность только в конце декабря. 2-ю и 25-ю пехотные дивизии отвели в резерв, поскольку они понесли огромные потери и были признаны неэффективными в бою. В составе 9-го корпуса остались американские 1-я кавалерийская дивизия, 24-я пехотная дивизия, 1-я дивизия морской пехоты США, 6-я корейская пехотная дивизия и 187-я воздушно-десантная полковая боевая группа. 9-му корпусу также оказывали помощь батальоны экспедиционных корпусов Греции и Филиппин, а также 27-я британская пехотная бригада. 1 января 1951 года силы китайских добровольцев численностью 500 тысяч человек атаковали позиции 8-й армии на реке Имджинган, заставив американцев и их союзников отступить на 80 км и открыв тем самым китайцам дорогу на Сеул, который вскоре был взят. Однако китайцы продвинулись настолько далеко, что растянули собственные линии снабжения, и их дальнейшее наступление застопорилось. Понёсшая тяжёлые потери в боях с китайцами 8-я армия начала готовиться к контрнаступлению, стремясь не только вернуть под контроль другие территории, но и не дать китайцам времени на передышку.

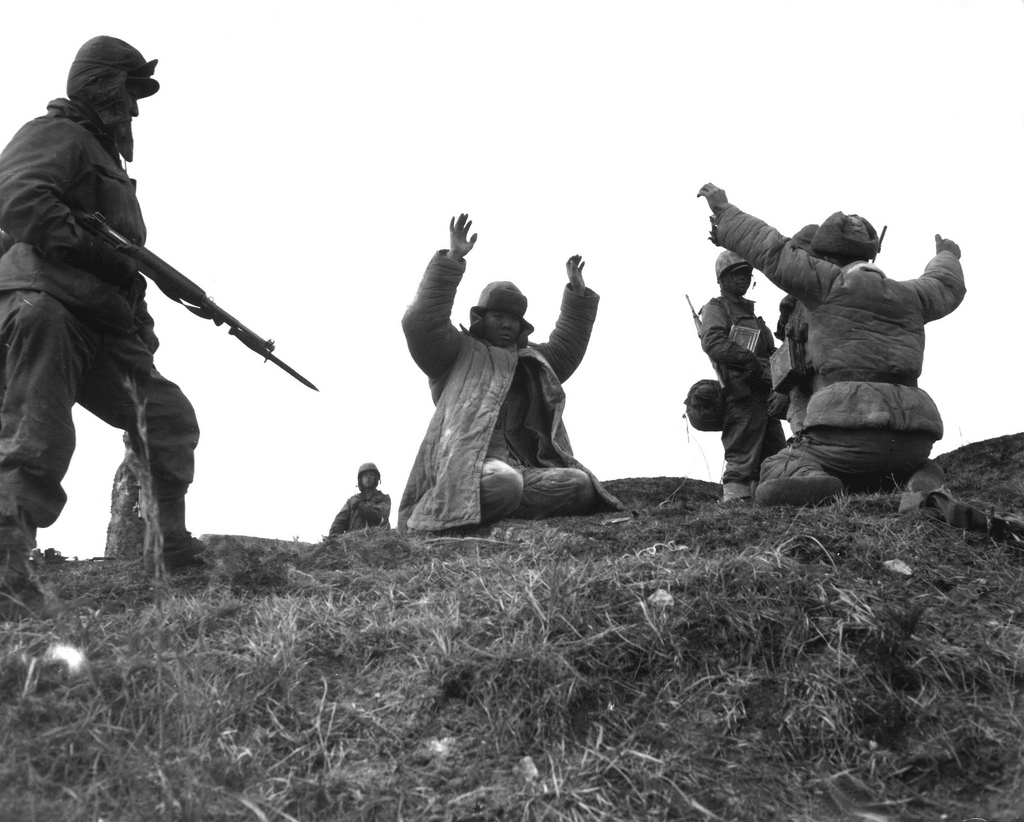
Солдаты 1-й дивизии морской пехоты США берут китайцев в плен

После подготовки рубежей обороны южнее Сеула генерал Мэтью Риджуэй приказал 1-му, 9-му и 10-му корпусам организовать всеобщее контрнаступление на позиции китайцев: 25 января 1951 года началась операция «Раскат грома», в ходе которой три корпуса (9-й шёл в центре) двинулись вперёд к южному побережью реки Ханган. Им предстояло двигаться строго на север при поддержке тяжёлой артиллерии и прикрытии с воздуха и взять Сеул. 9-му корпусу нужно было занять деревню Чипхённи к юго-востоку от Сеула, при этом оказывая всю посильную помощь двум другим корпусам. Однако окопавшиеся в холмистой местности около деревни китайские части оказали упорное сопротивление: по состоянию на 2 февраля корпусу не удавалось прорвать оборону противника. Китайцы оборудовали пулемётные гнёзда и заминировали дороги, чтобы сбить наступательный порыв противника. 10-й корпус приступил к операции «Облава», чтобы помочь 9-му корпусу и вынудить китайцев оставить Сеул.
С февраля по март корпус участвовал в операции «Убийца» по вытеснению китайских войск к северу от реки Ханган, а за ней в марте последовала операция «Потрошитель», в ходе которой американцы взяли Сеул. За ними в апреле последовали операции под кодовыми названиями «Грубый» (англ. Rugged) и «Неустрашимый» (англ. Dauntless), в ходе которых 8-я армия вышла к рубежам севернее 38-й параллели и закрепилась на так называемых оборонительных линиях «Канзас» (англ. Kansas Line) и «Юта» (англ. Utah Line) соответственно. Также в марте из состава корпуса вышли 187-я воздушно-десантная полковая боевая группа и 1-я дивизия Корпуса морской пехоты, а их места заняли 7-я американская и 2-я корейская пехотные дивизии соответственно.
В конце апреля китайцы предприняли крупномасштабное наступление, в ходе которого 486 тысяч человек атаковали позиции 1-го и 9-го американских корпусов. Большая часть войск ООН сдержала наступление китайцев, за исключением 6-й корейской дивизии, которая не выдержала под Капхёном натиск 13-го армейского корпуса китайских добровольцев и была разгромлена. В ходе последовавшего прорыва под угрозой окружения оказались американские дивизии на западе. 1-я дивизия Корпуса морской пехоты и 27-я британская пехотная бригада сумели оттеснить 13-й корпус, в то время как 25 апреля свои позиции оставили 24-я и 25-я пехотные дивизии. Линия фронта снова сместилась к Сеулу, но город в этот раз удалось отстоять. Через месяц очередная попытка китайского наступления потерпела неудачу: северокорейские войска и китайские добровольцы несли огромные потери, не в состоянии отбросить 8-ю американскую армию. В мае — июне контрнаступление ООН окончательно свело на нет почти все достижения китайских добровольцев.

#### Патовая ситуация
В сентябре силы ООН начали наступательную операцию при участии 24-й пехотной дивизии, двигавшейся в центре сил к западу от озера Парохо (уезд Хвачхон). Три дивизии в составе 1-го корпуса выдвигались вслед за 24-й дивизией и участвовали в октябрьском наступлении войск ООН. С флангов их прикрывали 2-я и 6-я корейские дивизии, а 24-я дивизия продвигалась вдоль Кумхва, вступив в бой против 20-й и 27-й китайских армий. В отличие от предыдущих наступательных операций, сопротивление китайцев оказалось не столь упорным. В ноябре очередная контратака китайцев не увенчалась успехом, и после этого момента обе стороны начали вести переговоры о заключении мира. В январе 1952 года 9-й корпус снова подвергся реорганизации: в его составе, помимо 7-й пехотной дивизии, была также недавно прибывшая 45-я пехотная дивизия. Через два месяца состав 9-го корпуса опять был изменён: в его составе были 2-я и 40-я американские пехотные дивизии, 2-я и 3-я корейские пехотные дивизии и Столичная механизированная дивизия Армии Республики Корея.

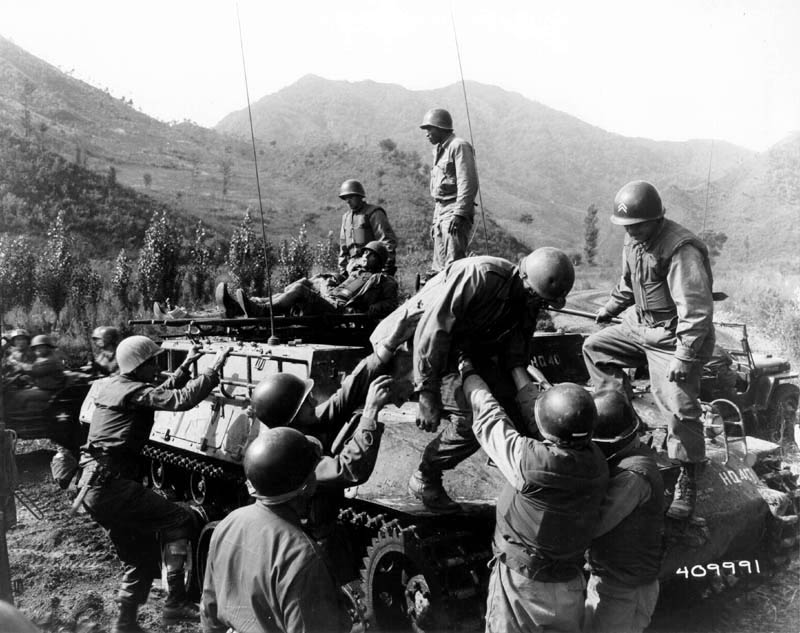
Врачи помогают раненым бойцам 31-го пехотного полка в битве за Треугольный холм

В октябре 1952 года китайские добровольцы перешли в очередное наступление против позиций 9-го корпуса, известных как «Железный треугольник» — район между городами Чхорвон, Кумхва и Пхеньян. 8-я китайская полевая армия бросила большие силы на штурм высоты 395, которую защищали южнокорейские войска: это сражение вошло в историю как Битва у Белой лошади. Одновременно китайцы предприняли попытку взять высоту под названием «Наконечник стрелы», находившуюся в 3,2 км от высоты 395 и защищаемую силами 2-й пехотной дивизии. Высоты переходили из рук в руки несколько раз, прежде чем китайцы отступили: за две недели боёв они потеряли 10 тысяч человек.
14 октября 1952 года 9-й корпус перешёл в наступление в районе перевала Шанганьлин, намереваясь закрепиться на ряде высот — на холмах Пайк, Джейн Расселл, Сэнди и Треугольном холме (к северо-востоку от Кумхва). 7-я пехотная дивизия продвигалась вперёд, ведя бои против 15-й полевой армии китайских народных добровольцев. В ходе битвы за Треугольный холм все четыре высоты неоднократно переходили из рук в руки, а завязавшиеся бои стали одними из самых кровопролитных за год. В итоге войска ООН вынуждены были отступить: потери с их стороны составили 9 тысяч человек против 19 тысяч у китайцев. 9-й корпус по ходу боёв продвинулся не слишком далеко, поскольку китайские позиции были хорошо укреплены и овладеть ими войска ООН не смогли. Вплоть до конца года силы ООН и китайские добровольцы предпринимали небольшие атаки на позиции друг друга, не ввязываясь в крупномасштабные сражения, в то время как попытки заключения мира между воюющими сторонами терпели неудачу. В ноябре было сорвано очередное китайское наступление на позиции ООН.
В январе 1953 года 9-й корпус снова изменил свою структуру: в его состав вошли исключительно корейские части, коими были 3-я пехотная дивизия и Столичная дивизия; он же принял командование над 9-й пехотной дивизией. Корпус удерживал позиции около Чхорвона: с запада его прикрывал 1-й американский корпус, с востока — 2-й корейский корпус. Хотя позиции 2-го корейского корпуса в июле 1953 года сдерживали мощные атаки, сам 9-й корпус со своими дивизиями вступал в бой не часто: в основном он отправлял до роты бойцов для атаки или обороны укреплённых позиций вплоть до прекращения боевых действий. Вплоть до заключения перемирия в июле никаких серьёзных боёв с участием 9-го корпуса зафиксировано не было.

### После Корейской войны

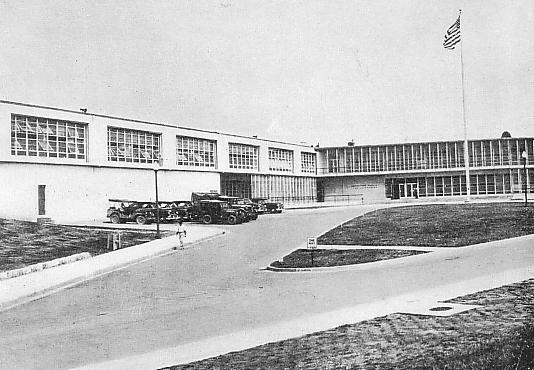
Командование на островах Рюкю (ок. 1955)

После подписания перемирия 9-й корпус ещё оставался на фронте некоторое время на случай возобновления боёв. 1 января 1954 года он был выведен из состава 8-й армии и включён в состав Вооружённых сил США на Дальнем Востоке. В ноябре 1956 года, спустя три года после заключения перемирия, 9-й корпус покинул передовую и перебрался в Форт-Бакнер на Окинава, а входившие в его подчинение дивизии были распределены между командованиями других частей. Штабы 9-го и 16-го корпусов в это десятилетие размещались в Кэмп-Сэндай (англ. Camp Sendai). 1 января 1957 года 9-й корпус был объединён с Командованием Армии США на островах Рюкю, взяв на себя обязанности управления дислоцированными там частями Армии США.
В 1961 году из состава 9-го корпуса было выделено 9-е региональное командование поддержки, подчинявшееся Тихоокеанскому командованию Армии США. Будучи отдельным воинским формированием, 9-е региональное командование тесно работало с 9-м армейским корпусом, а в 1969 году удостоилось собственной уникальной эмблемы. 15 мая 1972 года в связи с официальным возвращением островов Рюкю под контроль японских властей 9-й корпус покинул Окинаву, а его штаб объединился со штабом Армии США в Японии в совместный штаб, расквартированный в Кэмп-Дзама (англ. Camp Zama). Их обязанности включали не только традиционное управление, но и организацию учений с другими воинскими подразделениями Вооружённых сил США и других стран региона.
Вплоть до своего расформирования в 1994 году корпус оставался компонентом Японского командования Армии США. Правопреемником расформированного корпуса, унаследовавшим его символику, стало 9-е командование армейского театра военных действий.

## Награды
9-й армейский корпус был награждён десятью почётными лентами к знамени — одной за службу во Второй мировой войне и девятью за службу во время Корейской войны, а также двумя благодарностями президента Республики Корея.

### Благодарности
| Колодка | Награда                                   | Год       | Примечания        |
| ------- | ----------------------------------------- | --------- | ----------------- |
|         | Благодарность президента Республики Корея | 1950      | За службу в Корее |
|         | Благодарность президента Республики Корея | 1952—1953 | За службу в Корее |

### Почётные ленты
| Конфликт             | Название                  | Годы      |
| -------------------- | ------------------------- | --------- |
| Вторая мировая война | Asiatic Pacific Theater   | нет       |
| Корейская война      | UN Offensive              | 1950      |
| Корейская война      | CCF Intervention          | 1950      |
| Корейская война      | First UN Counteroffensive | 1950      |
| Корейская война      | CCF Spring Offensive      | 1951      |
| Корейская война      | UN Summer-Fall Offensive  | 1951      |
| Корейская война      | Second Korean Winter      | 1951—1952 |
| Корейская война      | Korea, Summer-Fall 1952   | 1952      |
| Корейская война      | Third Korean Winter       | 1952—1953 |
| Корейская война      | Korea, Summer 1953        | 1953      |

## Командиры
Первая мировая война
- Генерал-майор Адельберт Кронкхайт[англ.] (19 ноября 1918 — 12 января 1919)[55]
- Генерал-лейтенант Роберт Л. Баллард[англ.] (и. о., 13 — 17 января 1919)
- Генерал-майор Джозеф Э. Кун[англ.] (и. о., 18 — 25 января 1919)
- Генерал-майор Уильям Уайгел[англ.] (и. о., 26 — 30 января 1919)
- Генерал-майор Джозеф Э. Кун[англ.] (и. о., 31 января — 27 февраля 1919)
- Генерал-майор Чарльз П. Саммеролл[англ.] (28 февраля — 15 апреля 1919)
- Генерал-майор Генри Т. Аллен (16 — 20 апреля 1919)
- Генерал-майор Уильям Уайгел[англ.] (и. о., 21 — 24 апреля 1919)
- Генерал-майор Чарльз Дж. Бэйли[англ.] (и. о., 25 — 27 апреля 1919)
- Генерал-майор Генри Т. Аллен (28 апреля — 5 мая 1919)

Вторая мировая война и послевоенные годы
- Генерал-майор Кеньон Э. Джойс[англ.] (20 октября 1940 — 9 апреля 1942)
- Генерал-майор Чарльз Г. Уайт (10 апреля 1942 — 22 марта 1944)
- Генерал-майор Эмил Ф. Рейнхардт[англ.] (23 марта — 1 сентября 1944)
- Генерал-майор Чарльз У. Райдер[англ.] (2 сентября 1944 — 6 декабря 1948)
- Генерал-майор Уильям К. Чейз[англ.] (7 декабря 1948 — 11 февраля 1949)
- Генерал-майор Джон М. Девайн[англ.] (12 февраля — 4 марта 1949)
- Генерал-майор Леланд Хоббс[англ.] (4 марта 1949 — 28 марта 1950)

Корейская война
- Генерал-майор Фрэнк У. Милбёрн[англ.] (10 августа — 11 сентября 1950)
- Генерал-майор Джон Б. Коултер[англ.] (12 сентября 1950 — 31 января 1951)
- Генерал-майор Брайант Э. Мур[англ.] (31 января — 24 февраля 1951)
- Генерал-майор Оливер П. Смит (25 февраля — 4 марта 1951)
- Генерал-лейтенант Уильям М. Ходж[англ.] (5 марта — 23 декабря 1951)
- Генерал-майор Уиллард Г. Уайман[англ.] (24 декабря 1951 — 30 июля 1952)
- Генерал-майор Джозеф П. Клеланд (31 июля — 8 августа 1952)
- Генерал-лейтенант Рубен Э. Дженкинс[англ.] (9 августа 1952 — 9 августа 1953)

Последующие годы
- Генерал-лейтенант Томас Ф. Хики[англ.] (10 августа 1953 — 12 апреля 1954)
- Генерал-майор Сэмюэл Т. Уильямс[англ.] (13 апреля — 19 ноября 1954)
- Генерал-майор Армистед Д. Мид (20 — 29 ноября 1954)
- Генерал-лейтенант Томас Ф. Хики[англ.] (30 ноября 1954 — 18 июля 1955)
- Генерал-майор Эдвард Дж. Макгоу (19 июля 1955 — 1 февраля 1956)
- Генерал-лейтенант Джеймс Э. Мур[англ.] (2 февраля 1956 — 30 апреля 1958)
- Генерал-лейтенант Дональд П. Бут[англ.] (1 мая 1958 — 14 февраля 1961)
- Генерал-лейтенант Пол У. Карауэй[англ.] (15 февраля — 15 декабря 1961)
- Полковник Джулиан Х. Мартин (16 — 22 декабря 1961)
- Генерал-лейтенант Пол У. Карауэй[англ.] (23 декабря 1961 — 31 июля 1964)
- Генерал-лейтенант Альберт Уотсон II[англ.] (1 августа 1964 — 31 октября 1966)
- Генерал-лейтенант Фердинанд Т. Унгер[англ.] (2 ноября 1966 — 17 января 1969)
- Генерал-лейтенант Джеймс Б. Ламперт[англ.] (28 января 1969 — 14 мая 1972)

Главы Японского командования Армии США
- Генерал-лейтенант Долвин Г. Уэлборн[англ.] (15 мая 1972 — 1 марта 1975)
- Генерал-лейтенант Джон Р. Гутри[англ.] (1 марта 1975 — 6 мая 1977)
- Генерал-лейтенант Джон К. Хенион (16 мая 1977 — 23 мая 1980)
- Генерал-лейтенант Роско Робинсон-младший[англ.] (18 августа 1980 — 20 августа 1982)
- Генерал-лейтенант Александр М. Уэйанд (2 сентября 1982 — 1 августа 1985)
- Генерал-лейтенант Чарльз У. Дайк[англ.] (1 августа 1985 — 15 июля 1988)
- Генерал-лейтенант Джонни Х. Корнс[англ.] (15 июля 1988 — 5 декабря 1989)
- Генерал-лейтенант Джек Д. Вудолл[англ.] (5 декабря 1989 — 22 апреля 1992)
- Генерал-лейтенант Джером Х. Гранруд[англ.] (22 апреля 1992 — 5 августа 1994)